# Primula alcalina
Primula alcalina är en viveväxtart som beskrevs av A.F. Cholewa och D.M. Henderson. Primula alcalina ingår i släktet vivor, och familjen viveväxter. Inga underarter finns listade i Catalogue of Life.